# آمایا رومرو
آمایا رومرو (به انگلیسی: Amaia Romero) (زاده ۳ ژانویه ۱۹۹۹) خواننده اسپانیایی است.
او به همراه آلفرد گارسیا نماینده اسپانیا در یوروویژن ۲۰۱۸ بود.